# Територіальний спір між Хорватією та Словенією

Прикордонні суперечки та інші невирішені питання між Словенією і Хорватією, що існують після проголошення незалежності двох країн та розпаду Югославії в 1991 році. Найпомітніше спірне питання стосується морського кордону в Піранській затоці. 
Відповідно до даних від Бюро статистики Хорватії, дві країни мають 668 км спільного кордону. Відповідно до Статистичного управління Республіки Словенія, кордон має довжину 670 км. Кордон простягається з південного заходу до північного сходу.
Ситуація почала ускладнюватись, коли суперечка через кордон майже зірвала вступ Хорватії до НАТО. Ескалація конфлікту продовжилась із блокадою Словенією (країна-член ЄС) переговорів Хорватії (на той час кандидат на членство в ЄС) щодо вступу в ЄС з грудня 2008 р. до вересня-жовтня 2009 р.
4 листопада 2009 р. в Стокгольмі прем'єр-міністрами обох країн була підписана арбітражна угода між Хорватією і Словенією, що передбачала створення арбітражного трибуналу, який мав винести остаточне і обов'язкове до виконання рішення у справі.
28 липня 2015 р. Хорватія вийшла з арбітражу після порушення Словенією арбітражних правил.
29 червня 2017 р. арбітражний трибунал виніс рішення щодо спірних частин сухопутного кордону та морського кордону в Піранській затоці. Суд поділив Піранську затоку у співвідношенні 3/4 до 1/4 на користь Словенії та постановив, що Словенія повинна мати прямий доступ до міжнародних вод на півночі Адріатичного моря, використовуючи коридор, що перетинає води Хорватії вздовж вод Італії.  Рішення було сприйнято Словенією, але Хорватія заявила, що не виконає його.